# Autorikscha

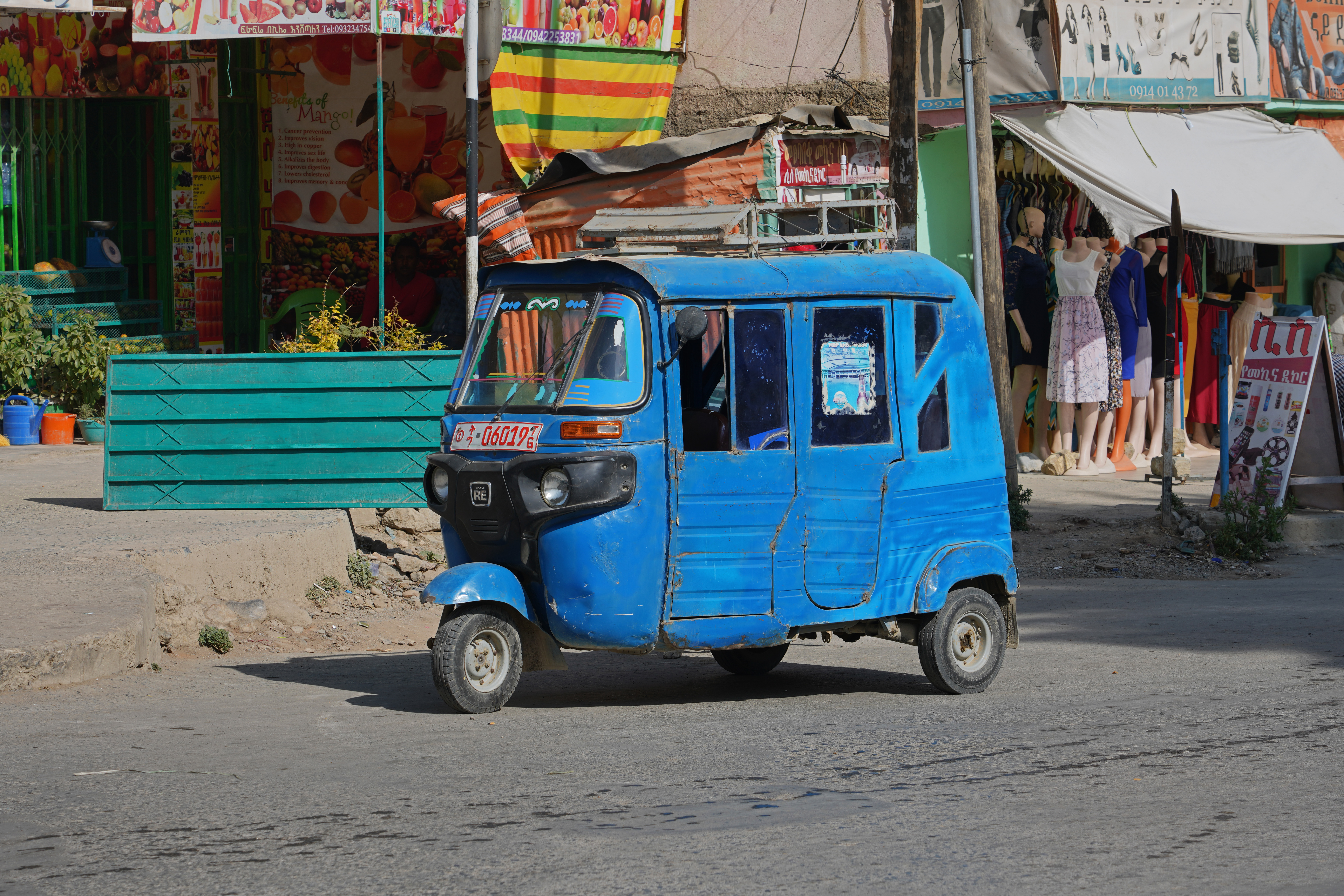
Autorikscha in Äthiopien

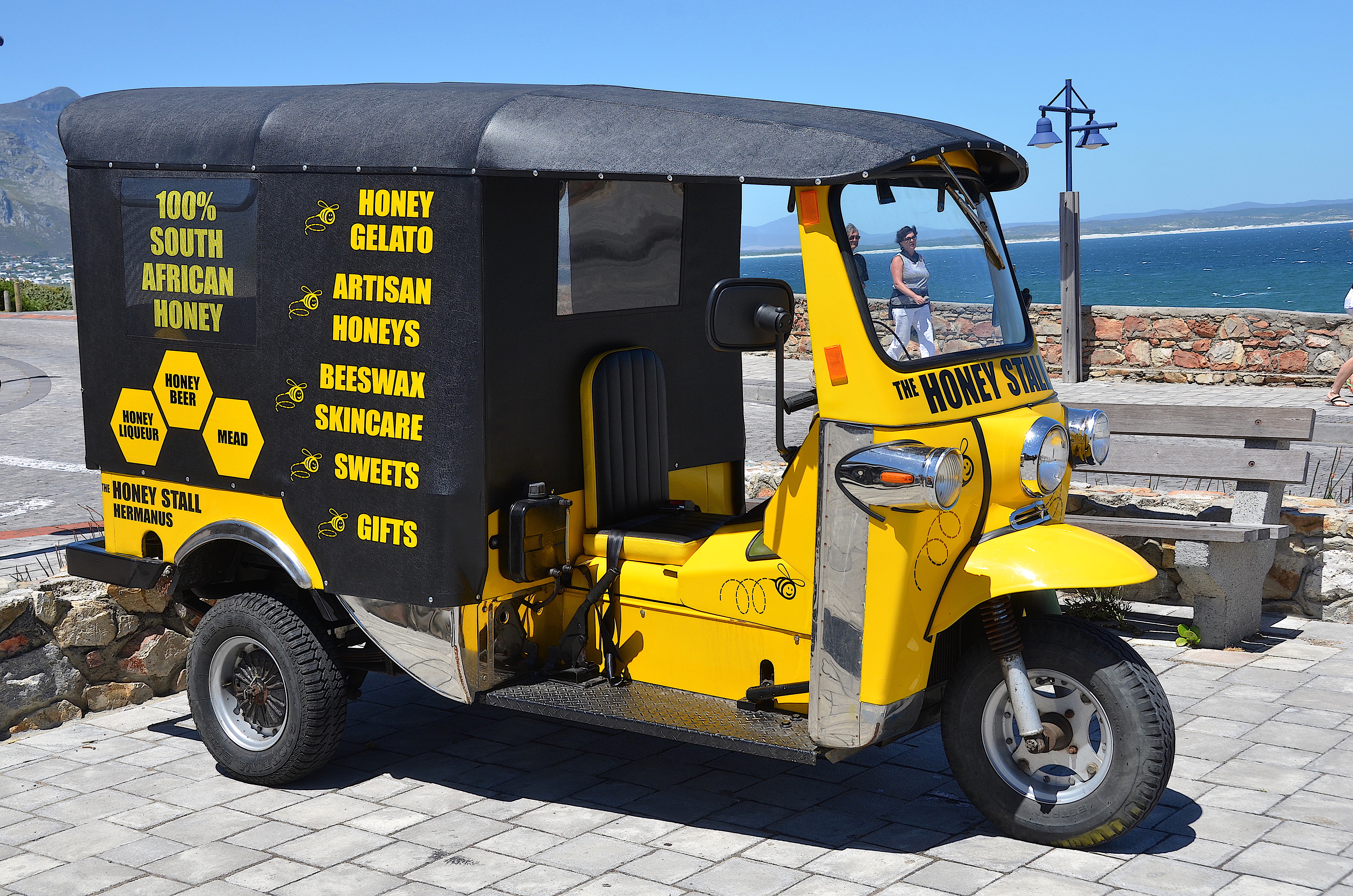
Tuk-Tuk als Werbeträger und Touristentransport in Hermanus, Südafrika

Eine Autorikscha ist die motorisierte Variante der ursprünglich aus Japan stammenden Rikschas. Dies sind zwei- oder dreirädrige, entweder von einer Person zu Fuß oder mit einem Fahrrad (Fahrradrikscha) gezogene kleine Fahrzeuge zur Waren- oder Personenbeförderung. Wegen des typischen Motorgeräusches der früher üblichen Zweitaktmotoren werden sie lautmalerisch manchmal auch Tuk Tuk genannt.
Autorikschas sind seit dem Ende des 20. Jahrhunderts eine weitverbreitete Taxi- und Transportart auf dem indischen Subkontinent, in Südostasien, Arabien und in Afrika (beispielsweise in Ägypten und Kenia). Seit dem neuen Jahrtausend werden Autorikschas auch in Europa an vielen Orten verstärkt als Beförderungsmittel für Touristen verwendet.

## Fahrzeugtechnik

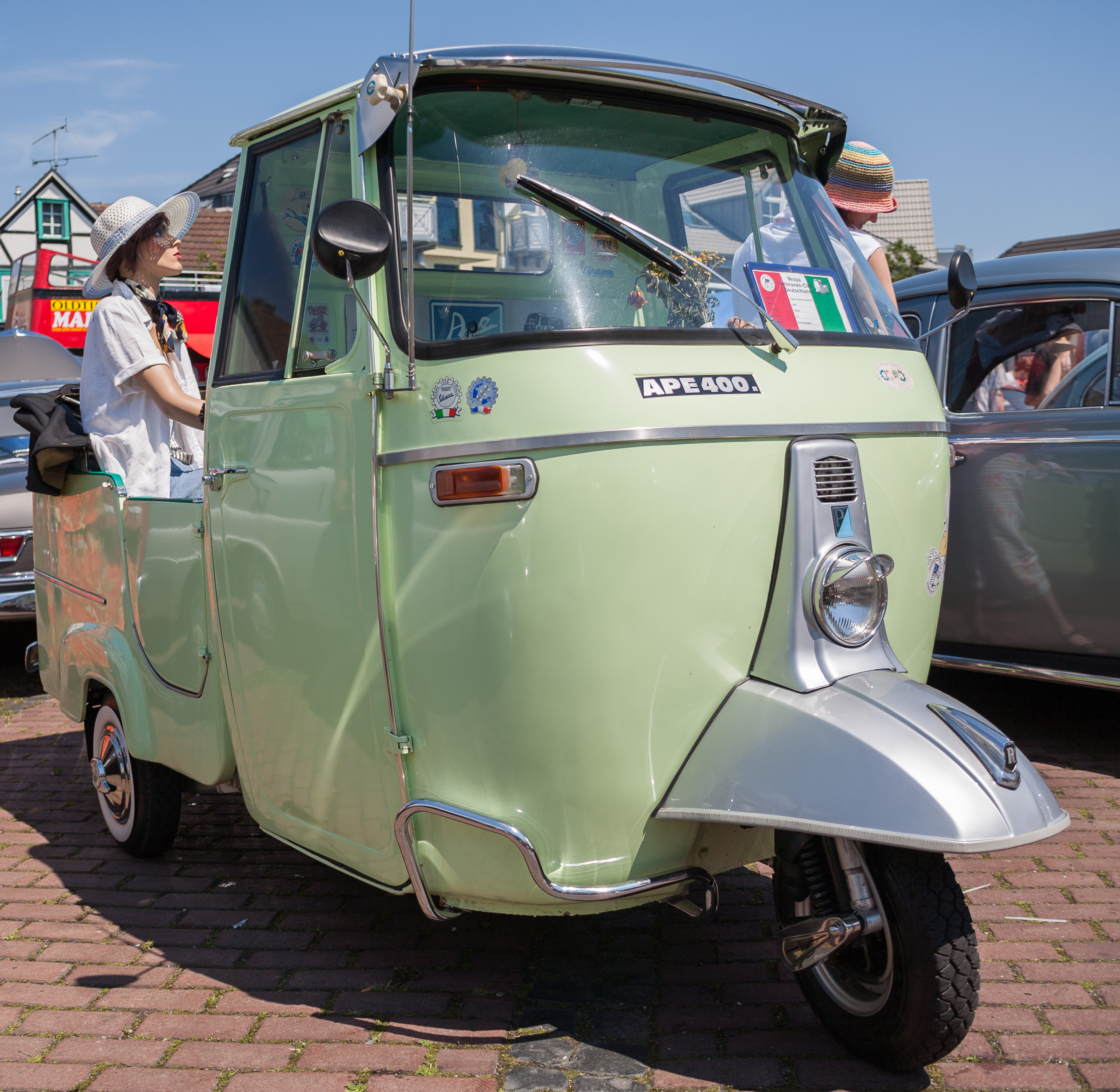
Piaggio Ape

Eine Autorikscha hat üblicherweise drei Räder – eines vorn und zwei hinten. Sie hat hinter dem Platz für den Fahrer entweder eine geschlossene oder offene Kabine für die Fahrgäste, eine Ladefläche oder einen Transportraum. Zudem werden zahlreiche Modelle wie ein Motorrad mit einer Lenkstange gesteuert.
Darüber hinaus ist das Konzept nicht präzise abgegrenzt. Es gibt in Serie hergestellte Autorikschas verschiedener Hersteller, deren konstruktives Grundmuster meist der Piaggio Ape entspricht. Die in kleinen Werkstätten zusammengebauten Konstruktionen bestehen dagegen oft aus dem Vorderteil und Motor eines Mopeds oder Motorrads und einem angebauten Rahmen mit zwei Rädern und sind je nach Basisfahrzeug deutlich stärker motorisiert und schneller als die industriell hergestellten Modelle. Bei diesen Bauten ist die Grenze zu einem Motorrad mit Beiwagen manchmal fließend.
Früher waren Autorikschas üblicherweise mit Zweitakt-Ottomotoren ausgestattet. Bei älteren Modellen befindet sich der Motor vorn, bei neueren liegt er hinten unterhalb der Fahrgastkabine. Moderne Versionen werden mit Erdgas oder Flüssiggas betrieben oder sind mit Elektroantrieb ausgestattet.

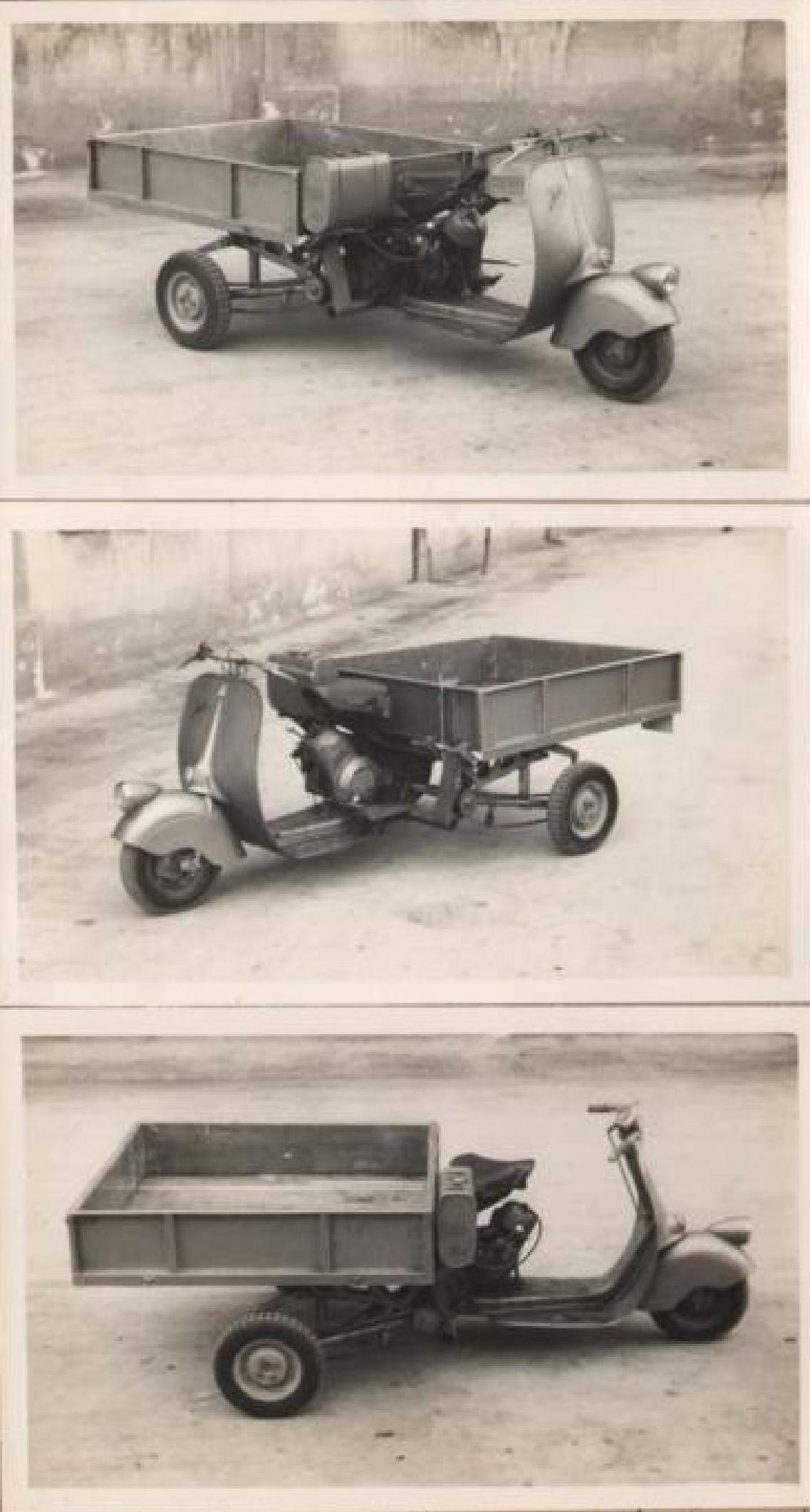
Früher Vorläufer: Ape von 1948
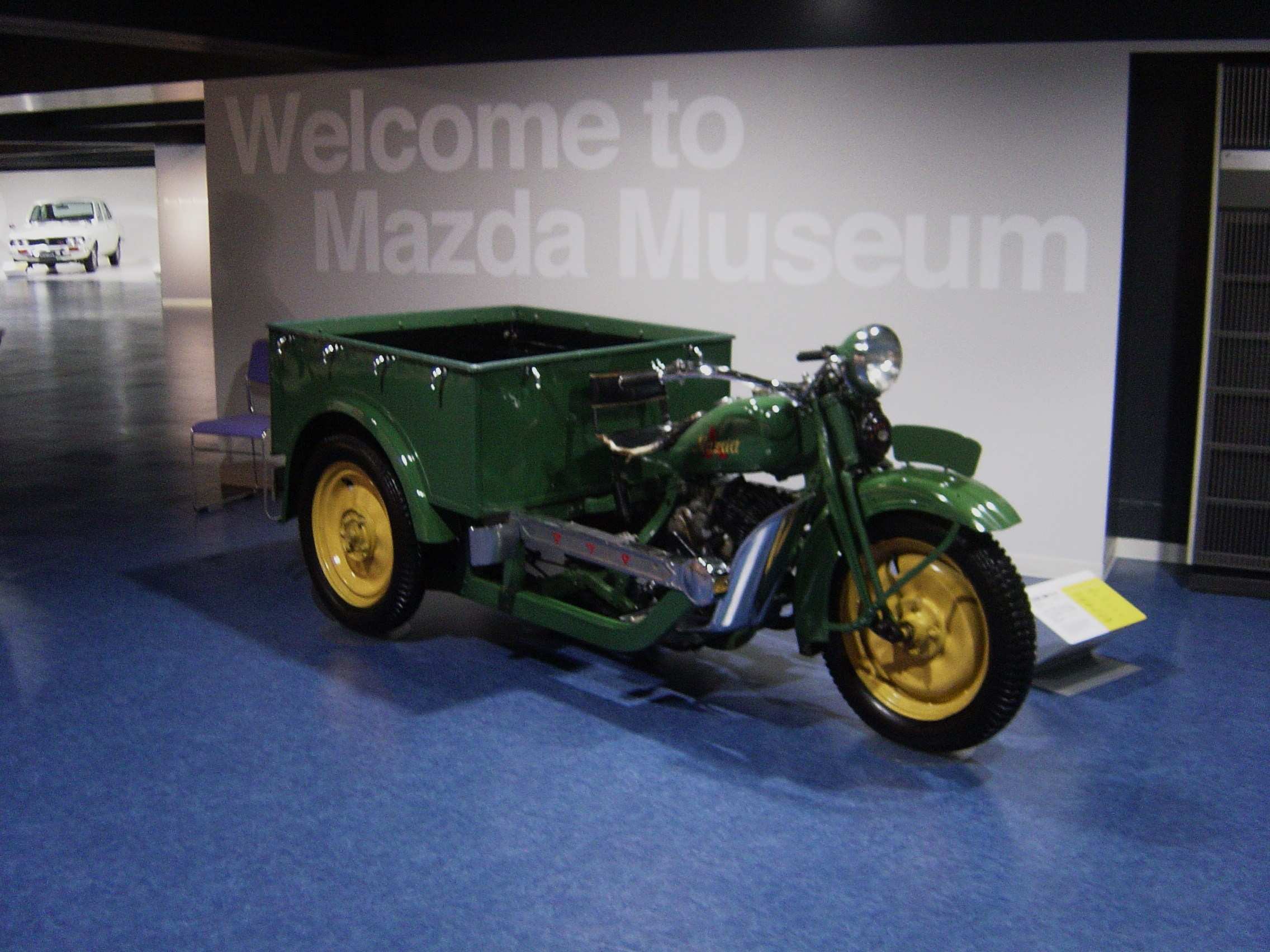
Früher Vorläufer: Mazda Mazdago
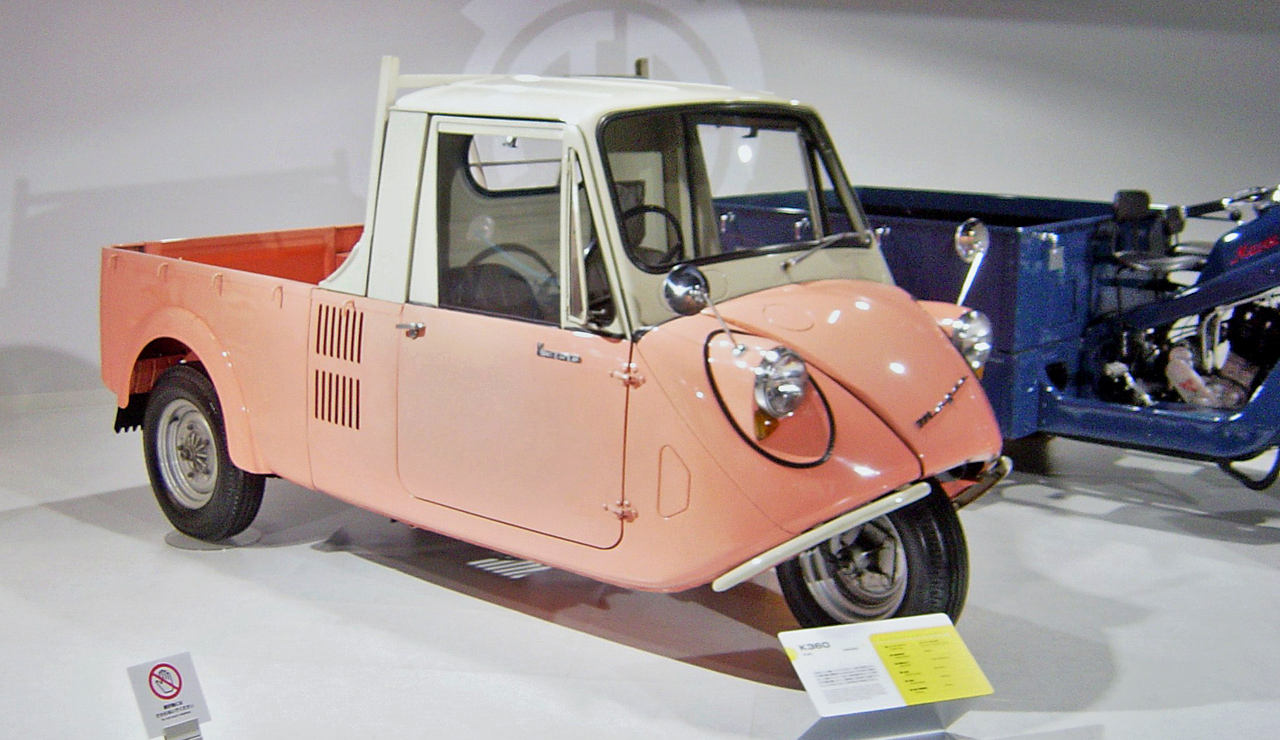
Mazda K360
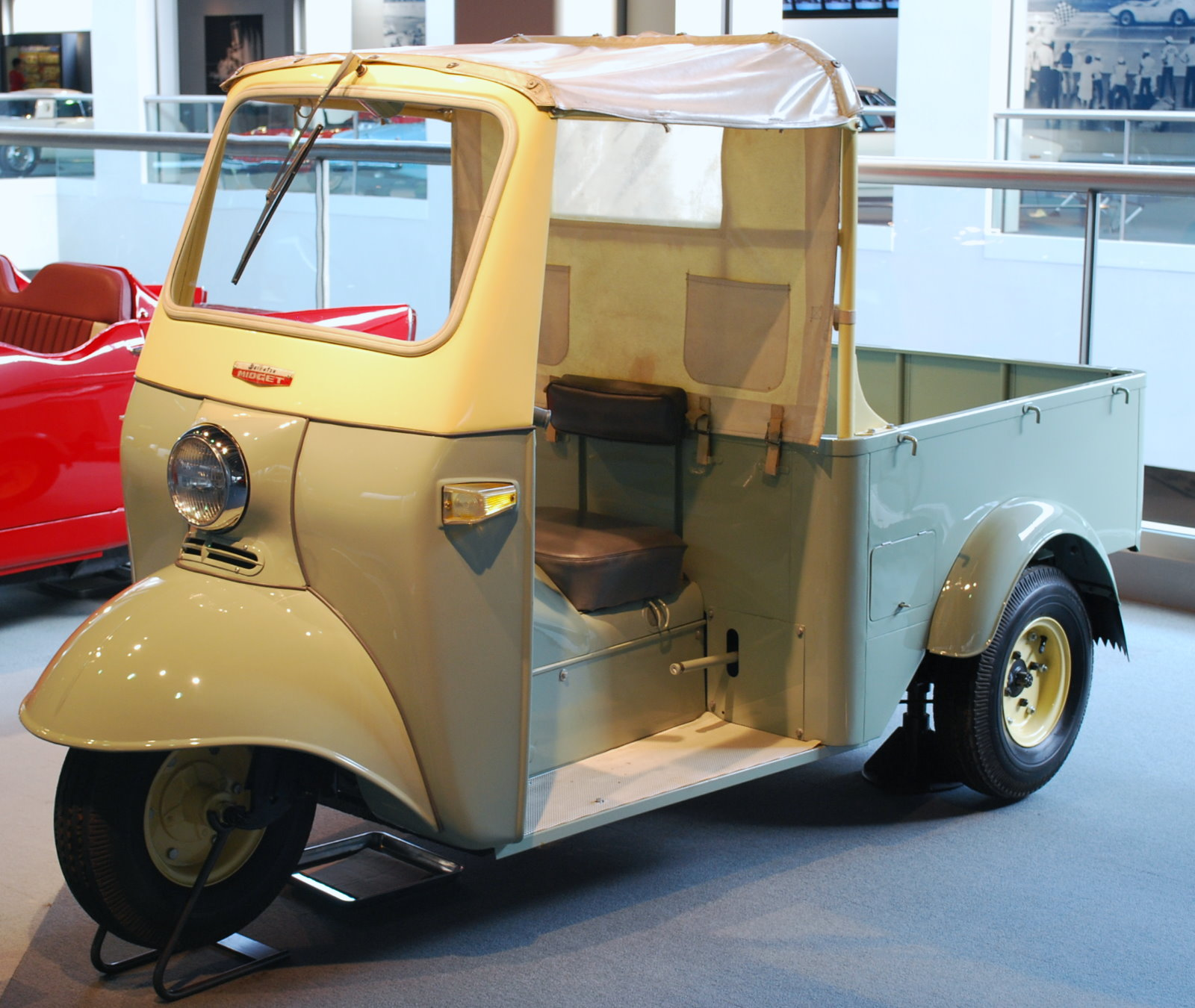
Daihatsu Midget Model DKA, 1957

## Indien
Autorikschas sind ein wesentlicher Bestandteil des Straßenverkehrs in Indien und ein wichtiger Wirtschaftsfaktor. Indien ist weltweit der größte Markt für Dreiräder, mit einem Verkaufsvolumen 2005 von 307.887 Einheiten und mit einem jährlichen Wachstum (in den fünf Jahren zuvor) von 14 %. Dabei werden 44 % der Fahrzeuge für den Waren- und 56 % für den Personentransport verkauft.
Im Jahr 2008 wurde von einem Fahrzeugbestand von 2,5 Millionen ausgegangen. Für Delhi wird die Fahrzeugzahl von 70.000 angegeben. Die Anzahl der Autorikschas belief sich 2009 in Bengaluru auf 69.939, einschließlich der Außenbezirke sogar auf 125.000 (zum Vergleich: im Oktober 1978 waren es 10.549 und 1985 noch 19.333).
Autorikschas hatten 2002 einen Anteil am Verkehrsaufkommen von 16 %. Für als Taxis verwendete Autorikschas in Delhi wird dieser Anteil für 2001 mit 2 % beziffert.
Der indische Markt wird von den Herstellern Bajaj Auto und Piaggio dominiert. Verschiedene Hersteller hatten zeitweise voll verkleidete Tuk-Tuk-Varianten im Programm, darunter das Unternehmen Sunrise aus Bengaluru, das 1975 den Badal mit Kunststoffkarosserie und drei Türen auf den Markt brachte.
| Hersteller          | Marktanteil 2005 | Marktanteil 2017–18 | Anzahl produzierter Einheiten 2017–18 |
| ------------------- | ---------------- | ------------------- | ------------------------------------- |
| Bajaj Auto          | 51 %             | 58,15 %             | 369.637                               |
| Piaggio             | 26 %             | 24,05 %             | 152.879                               |
| Force Motors        | 8 %              | -                   | -                                     |
| Mahindra & Mahindra | 7 %              | 8,59 %              | 54.625                                |
| Atul Auto           |                  | 6,19 %              | 39.333                                |
| TVS Motor Co.       | -                | 2,58 %              | 16.429                                |
| Scooter India       |                  | 0,44 %              | 6536                                  |

Autorikschas in Indien haben üblicherweise eine Nutzlast zwischen 0,5 und 1,0 Tonnen und haben in der Regel Einzylindermotoren mit 5 bis 10 PS, die mit Benzin, Diesel oder Erdgas betrieben werden. Ihre Höchstgeschwindigkeit beträgt 50 km/h und der Verbrauch üblicherweise 3,3 bis 5,5 Liter auf 100 km. Bereits seit den 1940er-Jahren gab es auf der Harley-Davidson WLA basierende Modelle, die wegen ihres Motorenklangs ‚Phat-Phati‘ genannt wurden und deren Einsatz seit 1998 verboten ist.
Zumindest bei gewerkschaftlich organisierten Fahrern ist nur ein Viertel der Fahrer auch Eigentümer des Fahrzeugs. Die Fahrer stehen häufig unter einem hohen finanziellen und bürokratischen Druck.
Gefahren werden Autorikschas fast ausschließlich von Männern. In Delhi wurde Sunita Chaudhary als erste Fahrerin unter etwa 60.000 männlichen Kollegen bekannt.

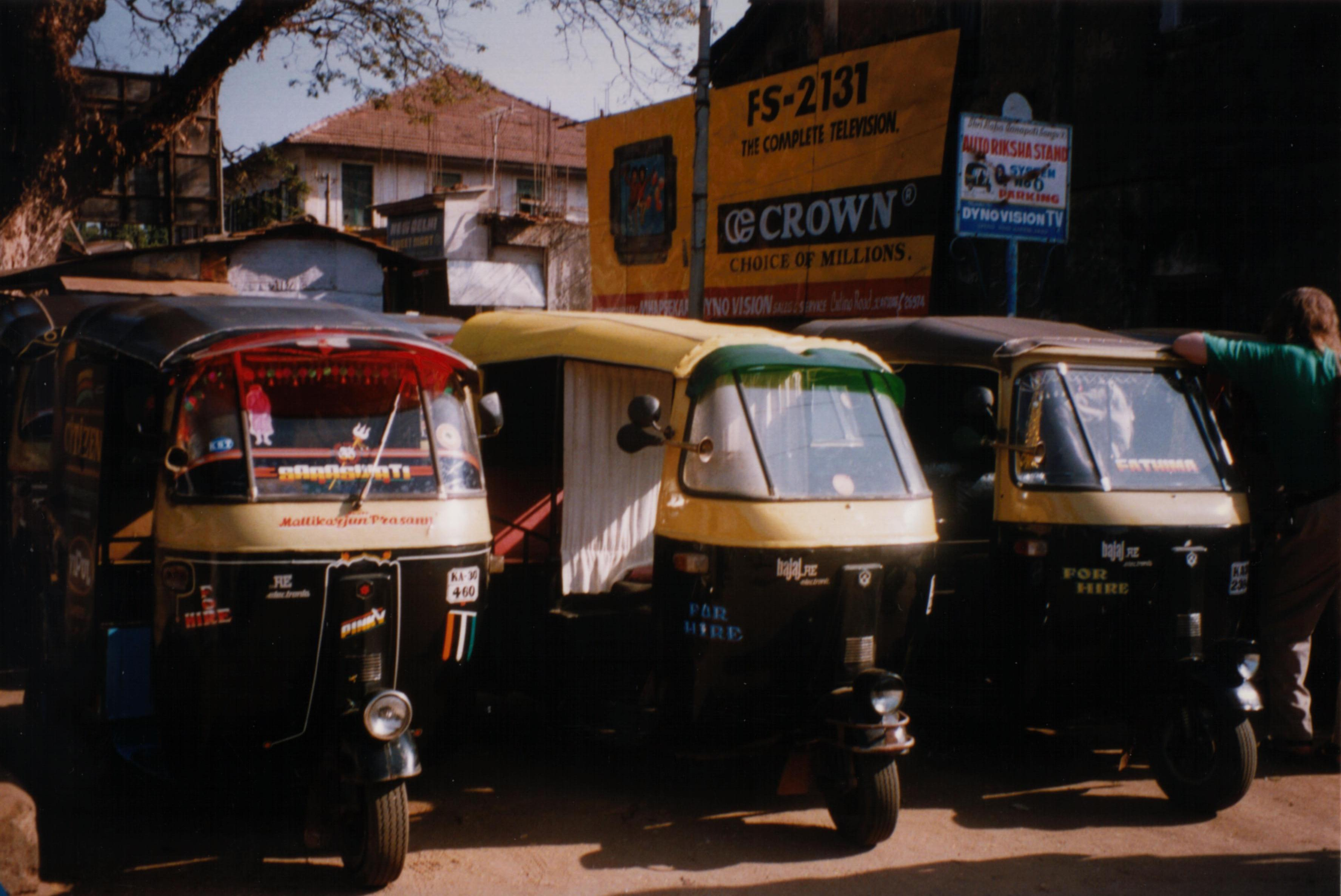
Autorikschas in Indien
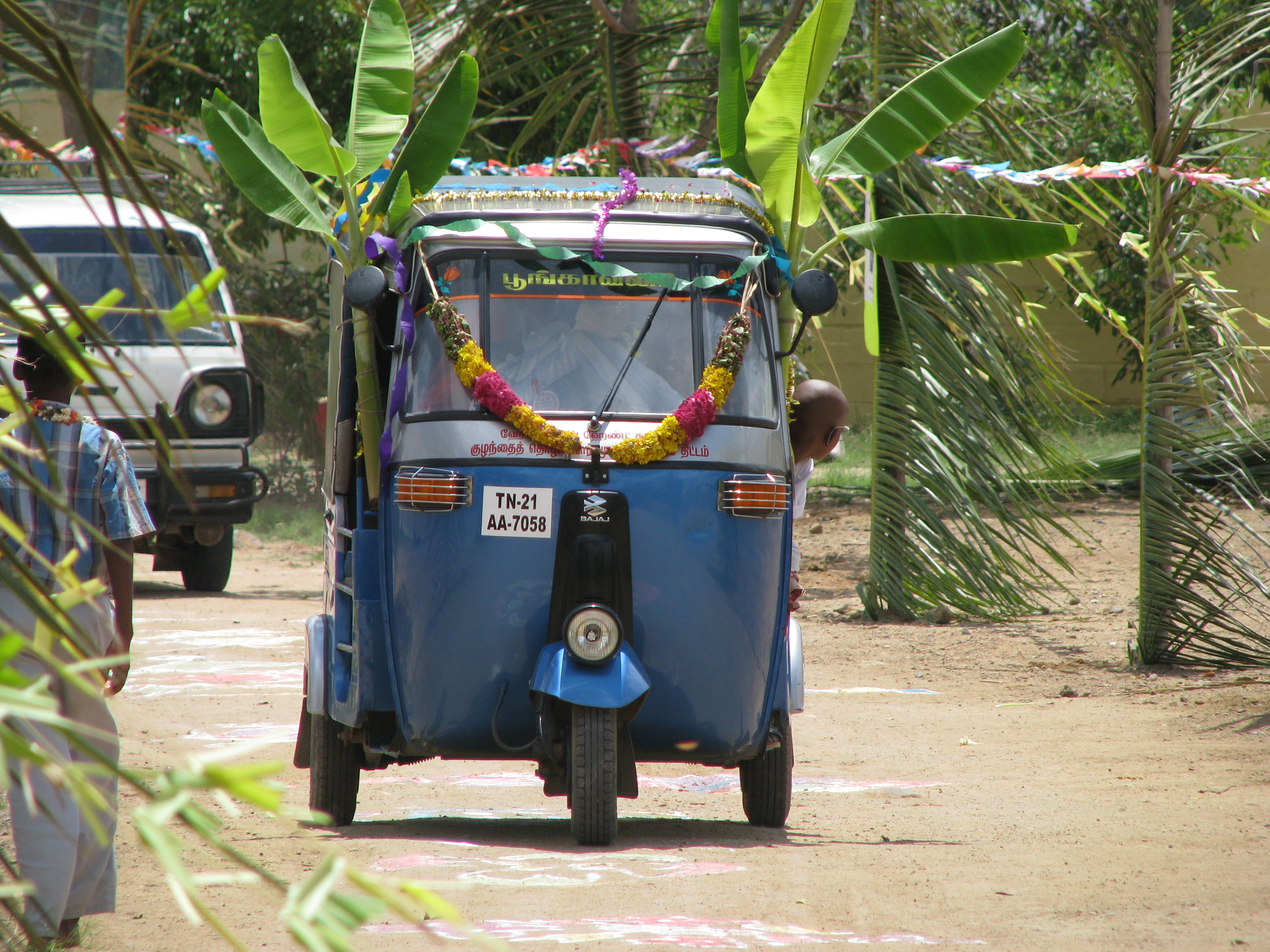
Geschmückte Autorikscha in Tamil Nadu
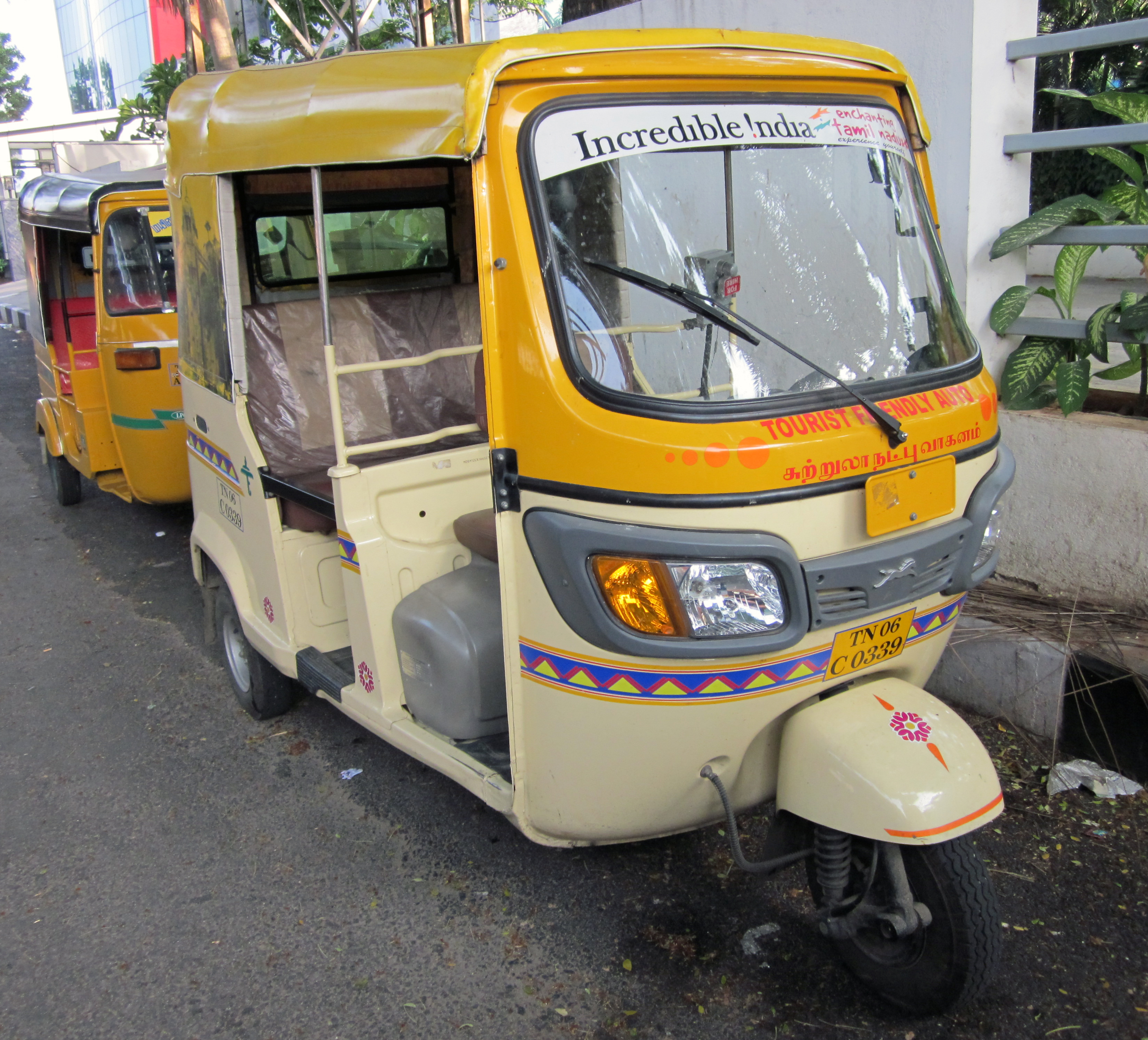
TVS
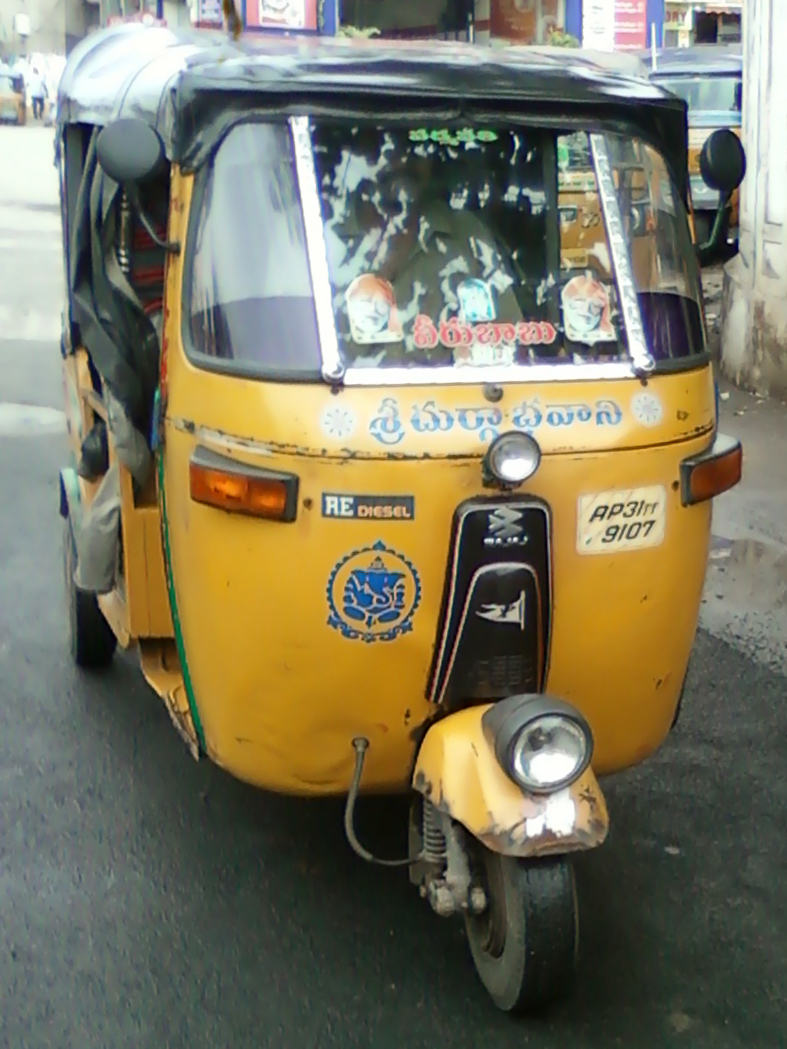
Autorikscha in Visakhapatnam
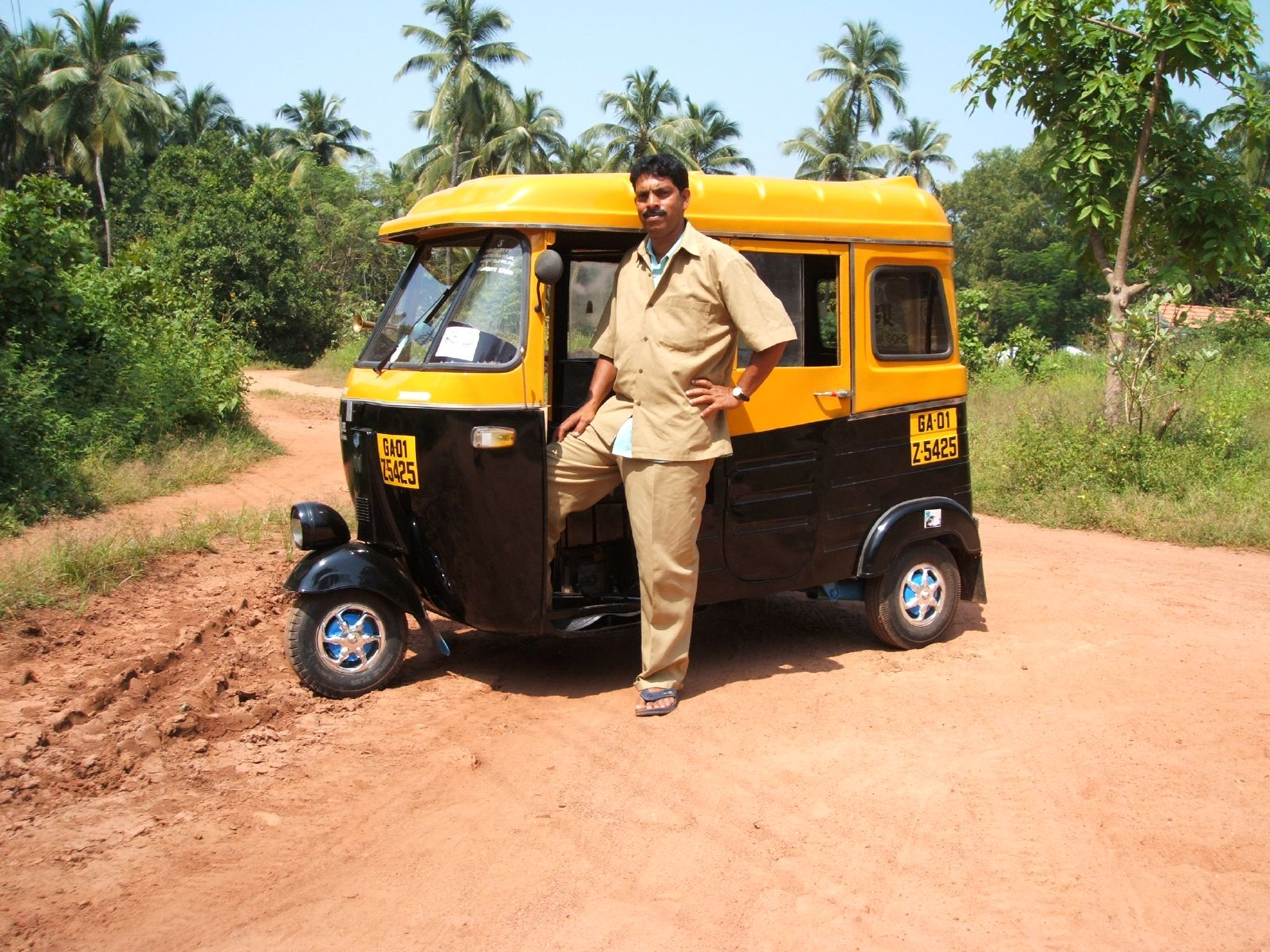
Autorikscha in Goa
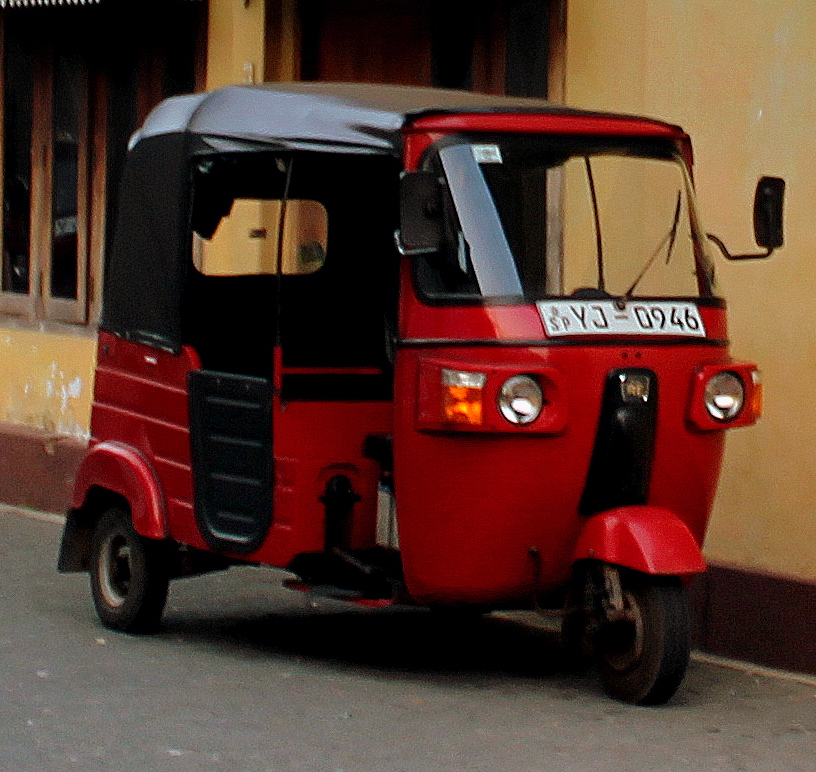
Bajaj auf Sri Lanka
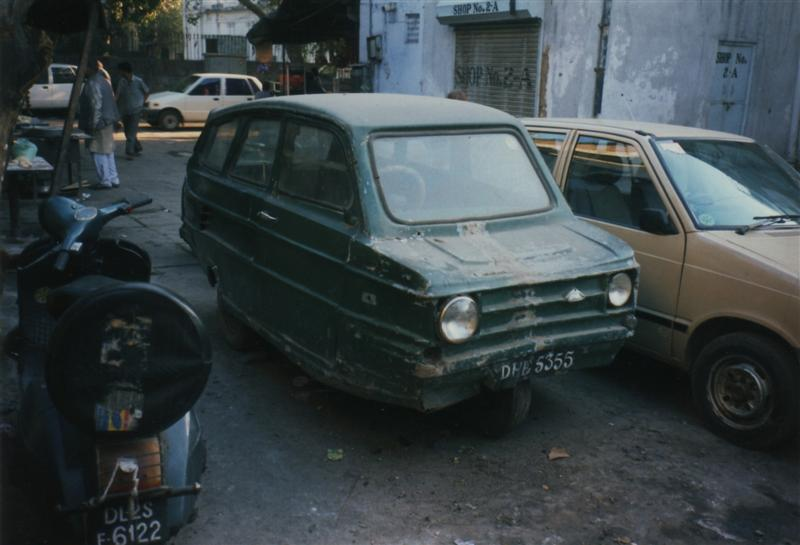
Tuk-Tuk mit Vollkarosserie: Sunrise Badal

### Umwelt
Mitte der 1990er Jahre hatten Autorikschas einen Anteil am öffentlichen Nahverkehr in Delhi von 82,7 %. Im Juli 1998 bestimmte das Oberste Gericht von Indien (Supreme Court of India), dass alle Autorikschas und öffentlichen Busse der Stadt Delhi auf den Betrieb mit Erdgas oder Flüssiggas umgestellt werden müssen. Dies ging allerdings auch mit einer bereits zuvor begrenzten Lizenzvergabe für Autorikschas einher, abgesehen von erschwerten Arbeitsbedingungen wie dem Beschaffungsaufwand für den Kraftstoff. In der Folge konnte eine deutliche Verringerung der Emissionen durch die Autorikschas verzeichnet werden. Zwischen 1997 und 2010 sank auch die absolute Zahl der Autorikschas in Delhi.
Gleichzeitig führte ein immer weiter zunehmender Fahrzeugverkehr dazu, dass Neu-Delhi 2015 dennoch die höchste Feinstaubbelastung aller Städte weltweit hat.

### Sicherheit
Als Taxi verwendete Autorikschas sind prozentual nur zu einem sehr geringen Teil in tödliche Unfälle verwickelt; allerdings werden die absoluten Zahlen als hoch angesehen. Bemängelt wird dabei die fehlende Sicherheitsausstattung (Sicherheitsgurte, Airbags, weiche Oberflächen) dieser Fahrzeuge. Im Jahr 2014 waren 6.300 der 140.000 Verkehrstoten in Indien auf Autorikschas zurückzuführen.

## Pakistan
In Pakistan ist die Nutzung der einfachen, aus Motorrad und Anhänger bestehenden Rikschas, die als Qingqi bezeichnet werden, streng reglementiert. In Islamabad sind Autorikschas verboten. In Karatschi hat die Autorikscha einen Anteil am Gesamtverkehr von 15 % (1996 noch 58,4 %). Gleichzeitig ist sie eines der lautesten Verkehrsmittel.
Mit Sazgar gibt es in Pakistan einen einheimischen Hersteller von Autorikschas, die auch nach Japan exportiert werden.

## Südostasien
In Indonesien sind auch Fahrradrikschas (Becaks) und normale Taxis verbreitet. In der Hauptstadt Jakarta sind die becak genannten Fahrradrikschas im Gegensatz zu den auch bajaj genannten Autorikschas allerdings bereits länger verboten. Auf den Philippinen werden die Autorikschas tricycle (englisch: Dreirad) genannt.
In Thailand heißen Autorikschas auch samlor (Thai: สามล้อ, gesprochen: [sǎːm-lɔ́ː]).
Thailändische Hersteller von Autorikschas sind oder waren unter anderem Tuk Tuk Forwarder, Chinnaraje, Monika Motors und Expertise.

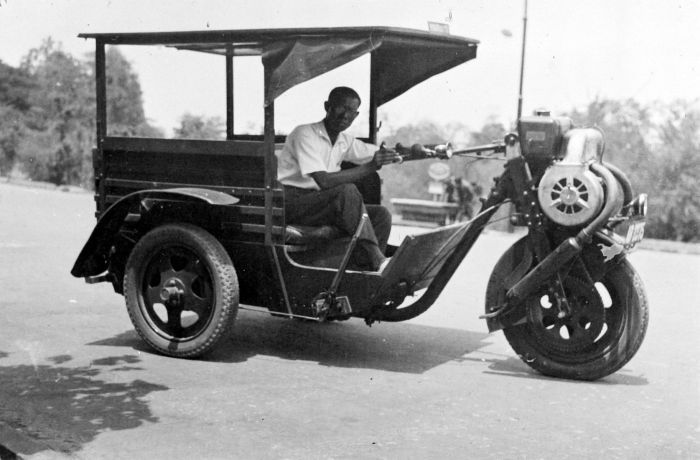
Früher Vorläufer auf Java
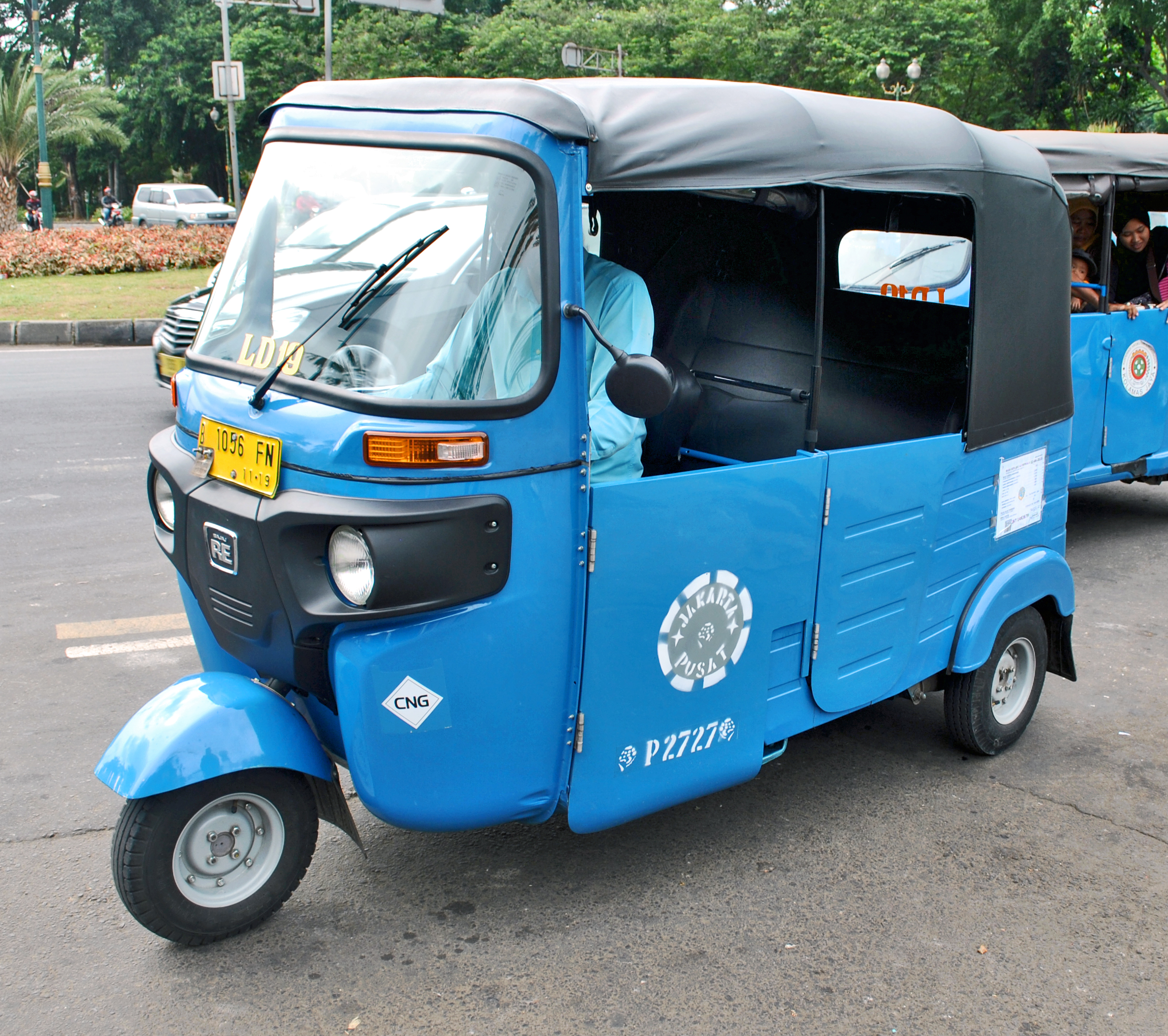
Bajaj in Indonesien
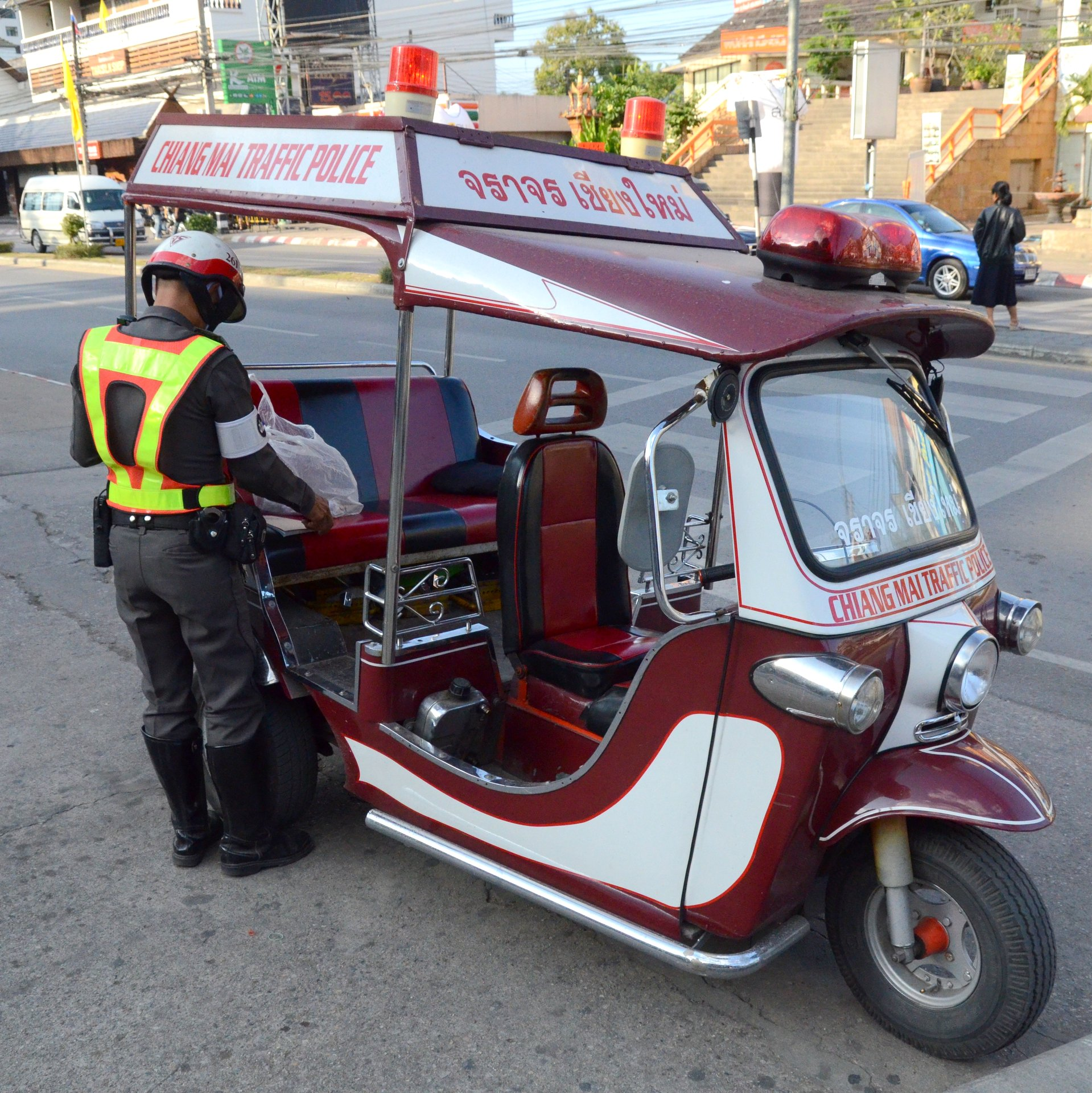
Polizei-Rikscha in Chiang Mai
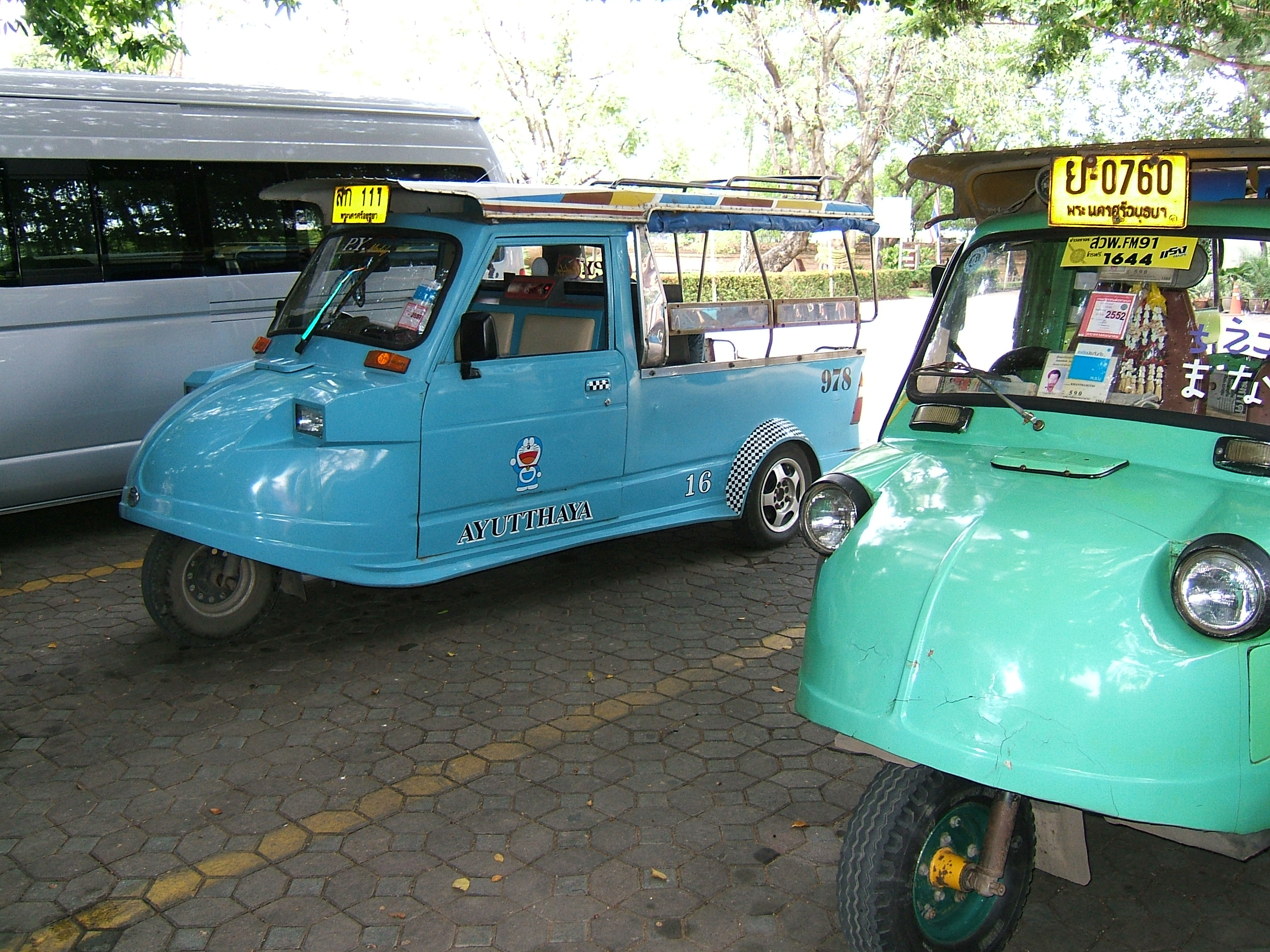
Autorikscha in Thailand
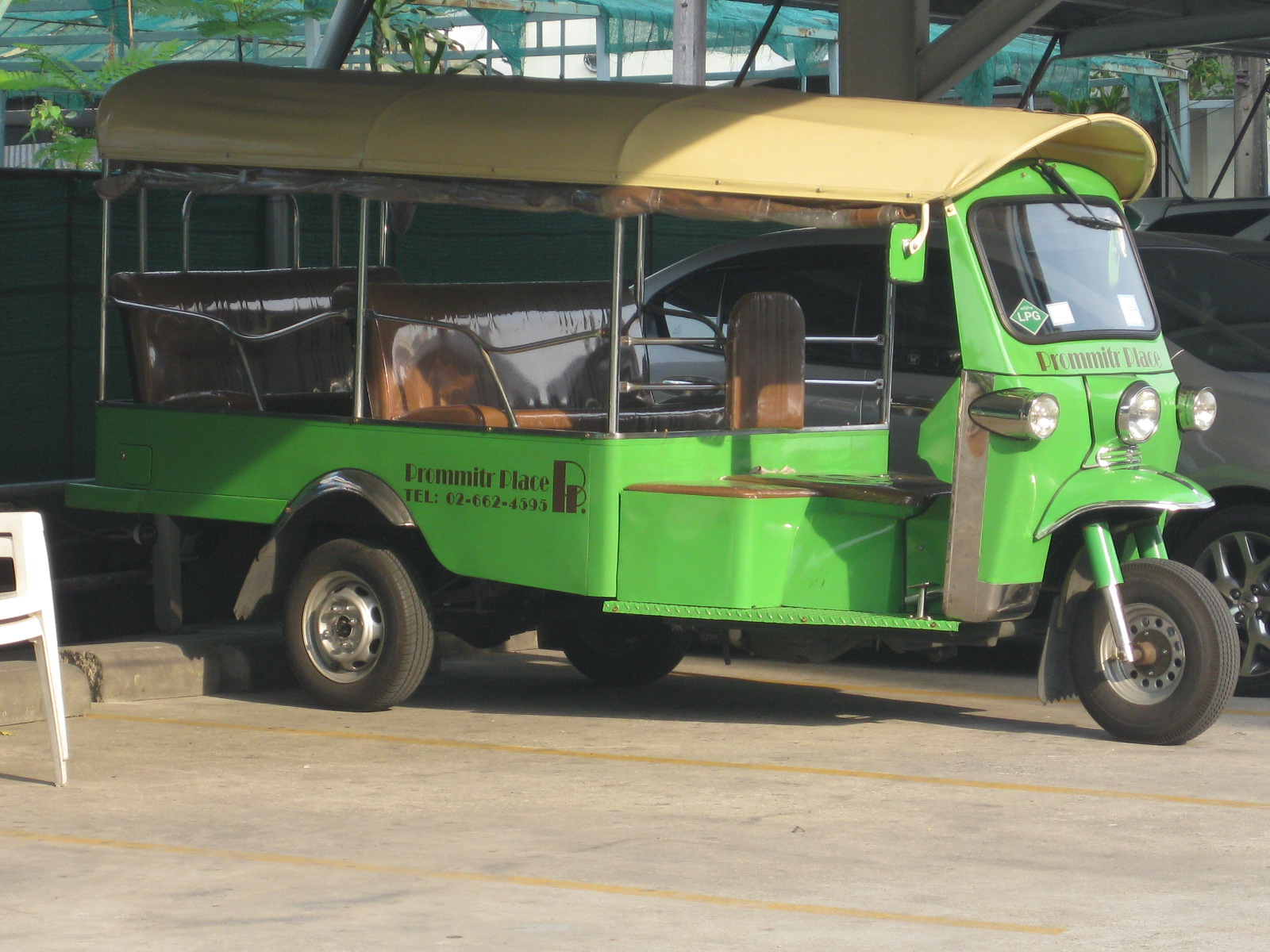
Autorikscha zur Personenbeförderung

In den letzten Jahren nahm die Anzahl der Tuk-Tuks stark ab. Vor allem in Bangkok machen Taxis, die klimatisiert, bequemer und nicht teurer sind, diesen traditionellen Fahrzeugen Konkurrenz. Auch der Bangkok Skytrain und die Bangkok Metro tragen zur Entspannung der Verkehrssituation bei, was den Tuk-Tuks ihren spezifischen Vorteil mehr und mehr nimmt. Zudem sind spezialisierte Motorrad-Taxis (125 cm³) für Kurzstrecken sehr beliebt.

## Sonstige Länder

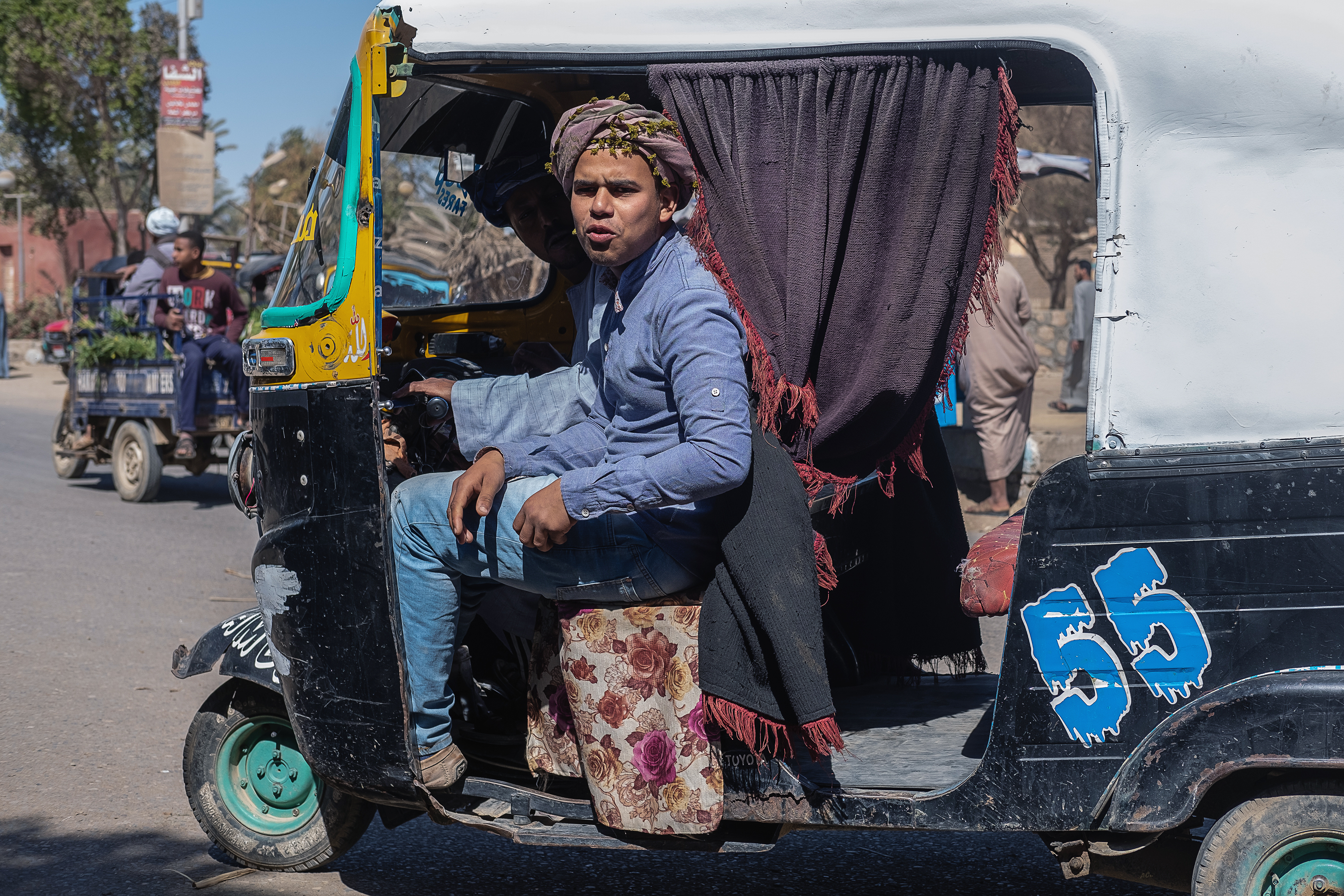
Autorikscha in Ägypten (2020)

In Ägypten kann der Beginn des Imports von Autorikschas ziemlich genau auf das Jahr 2000 datiert werden. Seither nehmen sie eine wichtige ökonomische Rolle ein. Ebenso werden die soziale Funktion – für ganz Afrika – und die treibende Rolle des Herstellers Bajaj unterstrichen.
In Peru waren 2018 mehr als 400.000 Autorikschas im Gebrauch. In Peru hat sich der Begriff mototaxi durchgesetzt, der mittlerweile auch in den DRAE Einzug gehalten hat. Umschrieben wird der Begriff dort als dreirädriges Motorrad mit Dach, das im Nahverkehr eingesetzt wird. Verbreitet sind Autorikschas der Marke Bajaj. Pro Jahr werden in Peru rund 100.000 Autorikschas verkauft.
In Europa werden Autorikschas, vor allem Apes, mittlerweile als Werbeträger oder im Tourismus eingesetzt. Ausstattung und Komfort sind dabei der Klientel angepasst: die Karosserie ist bunt lackiert und mit Chrom abgesetzt, eine weich gepolsterte Sitzbank und ein LC-Bildschirm stehen den Nutzern zur Verfügung. Ein Automatikgetriebe schaltet die Zweitaktmotoren. Probleme entstehen beispielsweise durch die zusätzliche Lärmbelästigung, vor allem auch, weil viele Fahrer in eigentlich für den Autoverkehr gesperrte Straßen und Gassen einfahren.

## Film
Die Fahrer werden in Bollywood-Filmen meist negativ charakterisiert, sind die Bösewichte, die Fahrgäste entführen oder zumindest um ihr Geld bringen. Eine Ausnahme ist der vom tamilischen Schauspieler Rajinikanth dargestellte Autorikscha-Fahrer, der in dem Film Baasha als großer Wohltäter auftritt. Bilder des Schauspielers sind an den Autorikschas im Bundesstaat Tamil Nadu dementsprechend oft zu sehen.
Im 13. James-Bond-Film Octopussy entkommen Bond und ein weiterer Agent ihren Feinden in einer Autorikscha. In Wes Andersons The Darjeeling Limited wird Bill Murray als unbekannter Handelsvertreter mit einer Autorikscha in halsbrecherischem Tempo zum Bahnhof gefahren.
Im kanadischen Spielfilm Amal von Richie Mehta aus dem Jahr 2007 steht ein bescheidener Autorikschafahrer im Mittelpunkt, der das Erbe eines Milliardärs erhalten soll.
Im thailändischen Spielfilm „Ong Bak“ ist eine Verfolgungsjagd mit Tuk Tuks zu sehen, die im Stil klassischer Actionfilme gehalten ist; die Crashs und Explosionen legen nahe, dass dies durchaus humorig gemeint ist.

## Expeditionen
In jüngster Zeit haben vereinzelt Autorikschas als Expeditionsfahrzeuge auf dem Weg von Asien nach Europa ihre Leistungsfähigkeit bewiesen, zum Beispiel mit Antonia Bolingbroke-Kent 2006 von Bangkok nach Brighton und 2007 von Darjeeling nach London.
Seit 2006 wird jedes Jahr der Rickshaw Run quer durch Indien bzw. Sri Lanka oder das Himalayagebirge durchgeführt. 2012/2013 wurde von zwei Lehrern eine weltumspannende Rekordfahrt – rund 42.000 km in 16 Monaten – ab London absolviert.
Im Februar 2016 startete der Autoelektronikingenieur Naveen Rabelli seine Tour von Bengaluru, der Hauptstadt des indischen Bundesstaates Karnataka, nach Bombay; von dort per Schiff nach Bandar Abbas im Iran und weiter über die Türkei, Griechenland, Bulgarien, Serbien, Ungarn, Österreich, die Schweiz, Deutschland und Frankreich nach London, wo er im September 2016 ankam. Das besondere an seinem Fahrzeug ist die Art des Antriebes: Ein durch drei Lithium-Ionen-Akkus angetriebener Elektromotor, unterstützt durch Photovoltaik-Paneele auf dem Dach des Fahrzeuges. Die Reichweite der Akkus beträgt etwa 60 Kilometer bei einer Durchschnittsgeschwindigkeit von 40 km/h. Ab Ostern 2017 wird Rabellis Elektroriksha im Verkehrshaus der Schweiz (VHS) in Luzern ausgestellt.